# President's Park

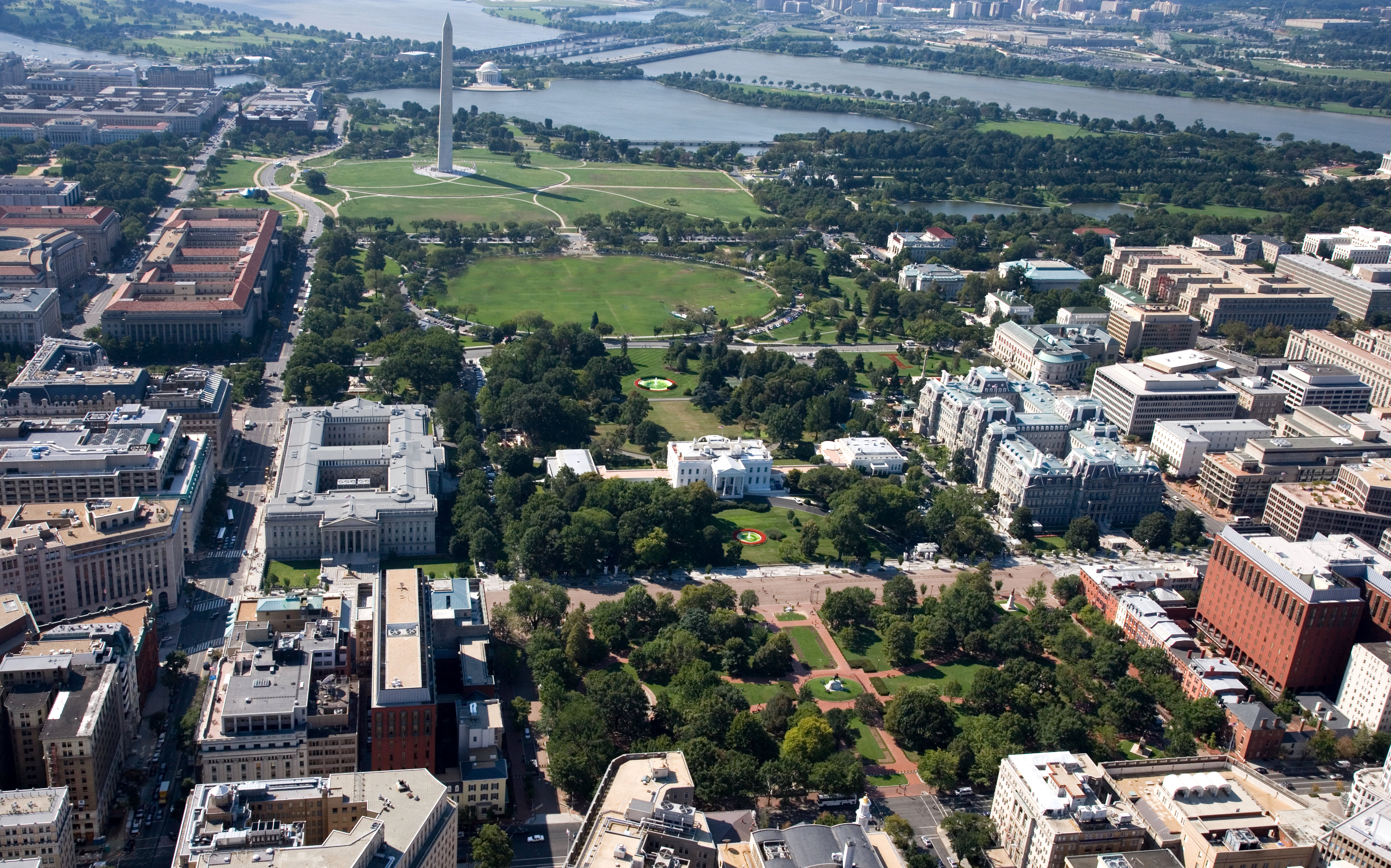
Het President's Park met op de voorgrond het Lafayette Park.

President's Park, gelegen in Washington D.C., omvat het Witte Huis, Lafayette Park en The Ellipse. President's Park was oorspronkelijk enkel de naam van het Lafayette Park, maar tegenwoordig vallen The Ellipse en de tuinen van het Witte Huis er ook onder. Het huidige President's Park wordt beheerd door de National Park Service.

## Lafayette Park
Lafayette Park is een 30.000 m² groot openbaar park direct ten noorden van het Witte Huis. Het park en de omgeving werden in 1970 aangewezen als National Historic Landmark. Oorspronkelijk maakte het park deel uit van de tuinen van het Witte Huis en kreeg zodoende de naam President's Park. Het park werd gescheiden van de tuin van het Witte Huis in 1804, toen president Thomas Jefferson besloot de Pennsylvania Avenue door te trekken langs het Witte Huis. In 1824 werd het park officieel omgedoopt tot Lafayette Park ter ere van de Marquis de Lafayette, een Fransman die vocht in de Amerikaanse Onafhankelijkheidsoorlog.
Lafayette Park is gebruikt als een racebaan, een kerkhof, een dierentuin, een slavenmarkt, een kamp voor soldaten tijdens de Oorlog van 1812, en vele politieke protesten en vieringen. Andrew Jackson Downing legde Lafayette Park in 1851 aan in pittoreske stijl. Het huidige aanzicht van het park, met zijn vijf grote standbeelden, dateert uit de jaren 1930. In het midden staat een ruiterstandbeeld van president Andrew Jackson, opgericht in 1853 en ontworpen door Clark Mills. In de vier hoeken staan beelden van buitenlandse helden uit de Onafhankelijkheidsoorlog: de Marquis de Lafayette en Comte de Rochambeau uit Frankrijk, Tadeusz Kościuszko uit Polen, en de Baron von Steuben uit Pruisen.

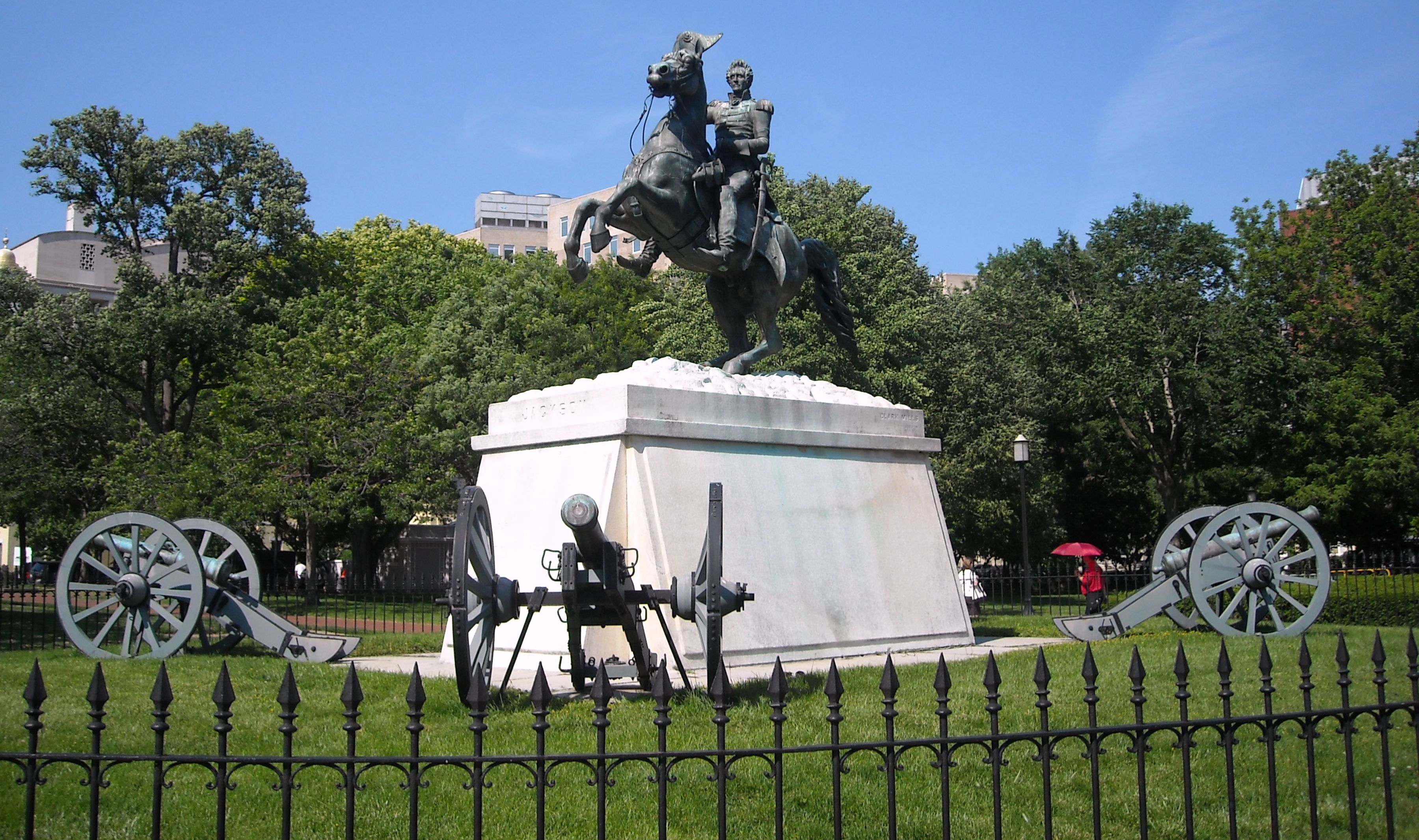
Ruiterstandbeeld van Andrew Jackson
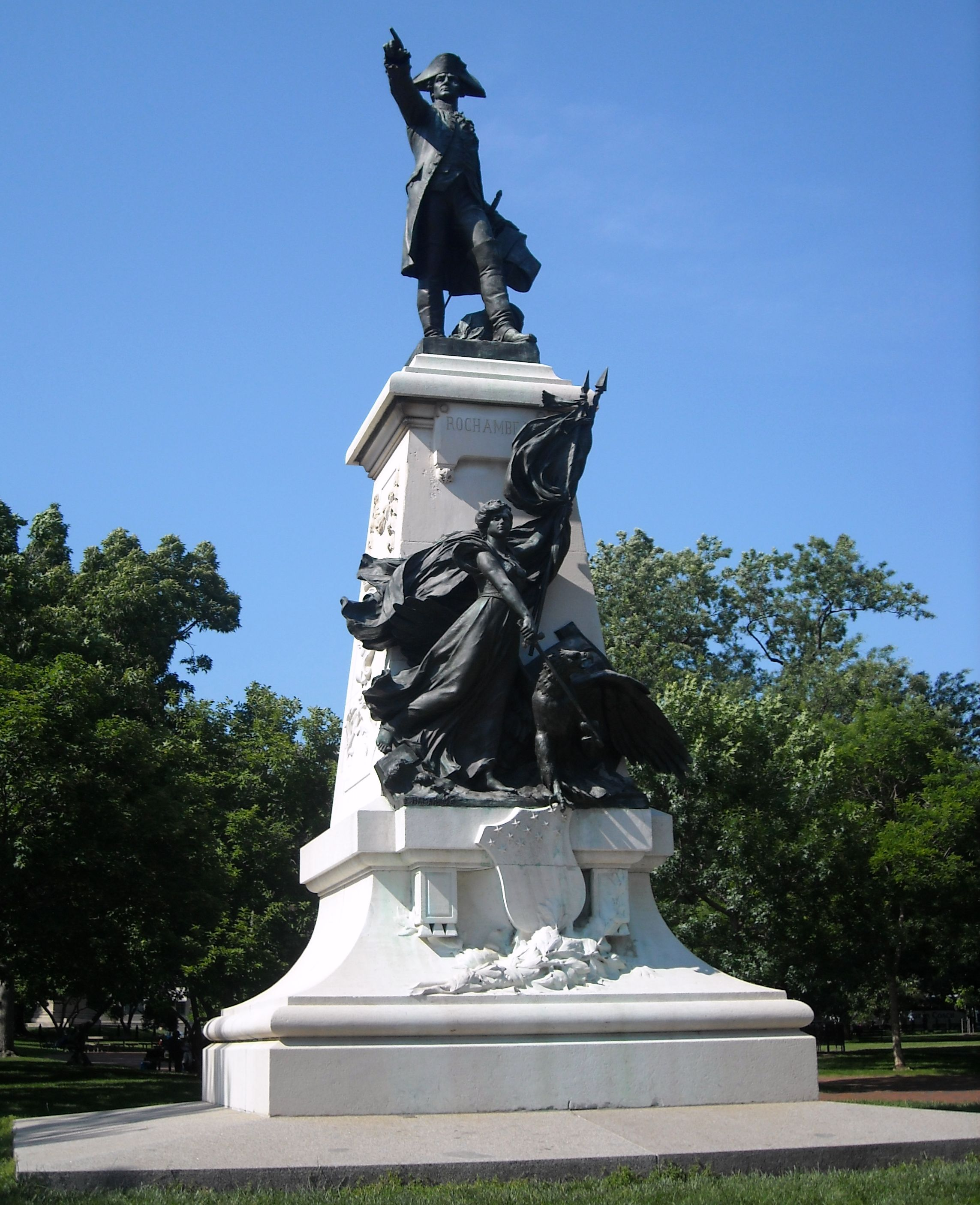
Standbeeld van Comte de Rochambeau
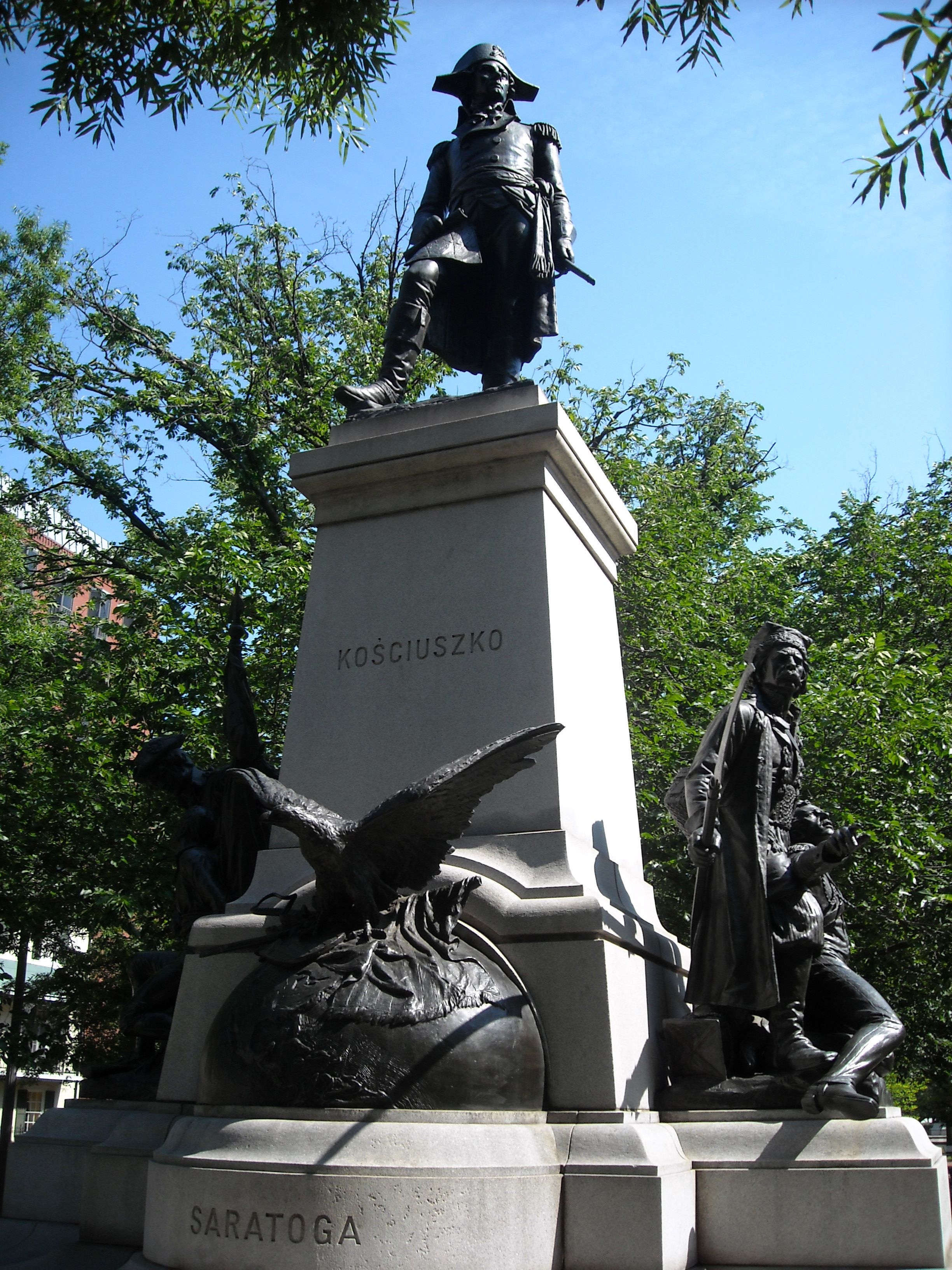
Standbeeld van Tadeusz Kościuszko
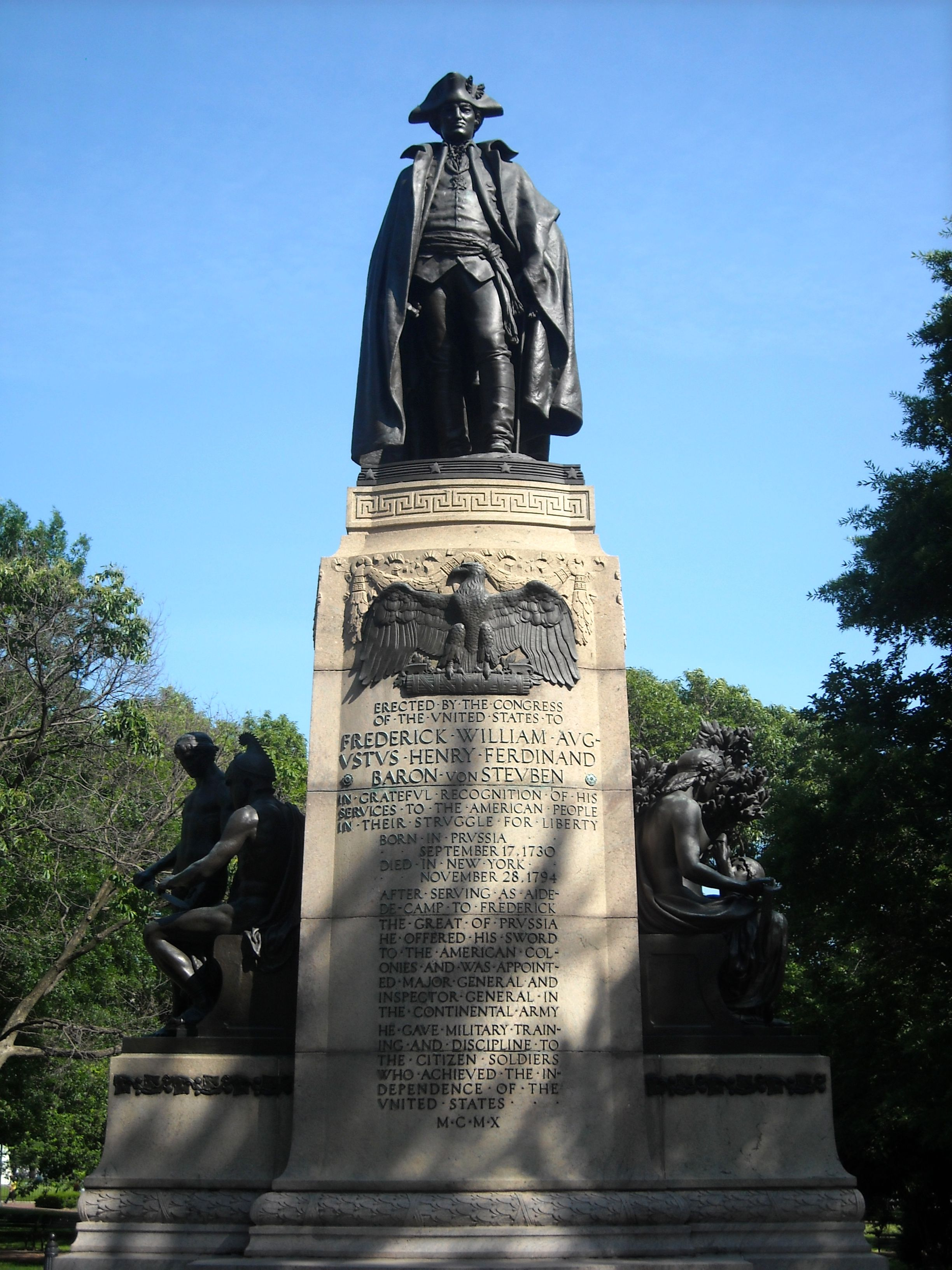
Standbeeld van Baron von Steuben

## The Ellipse

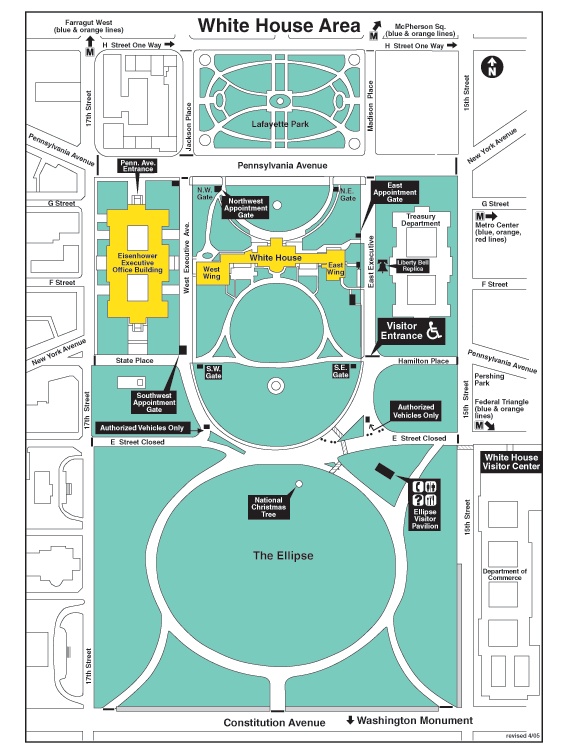
Plattegrond van het President's Park.

President's Park South (gewoonlijk The Ellipse) is 210.000 m² groot park net ten zuiden van het Witte Huis. Eigenlijk is The Ellipse de naam van de 1 kilometer lange "rondweg" die door het park loopt. Het hele park is open voor het publiek, en er bevinden zich diverse monumenten, waaronder het First Division Monument en het Boy Scout Memorial. The Ellipse is ook jaarlijks de locatie van een groot aantal evenementen.

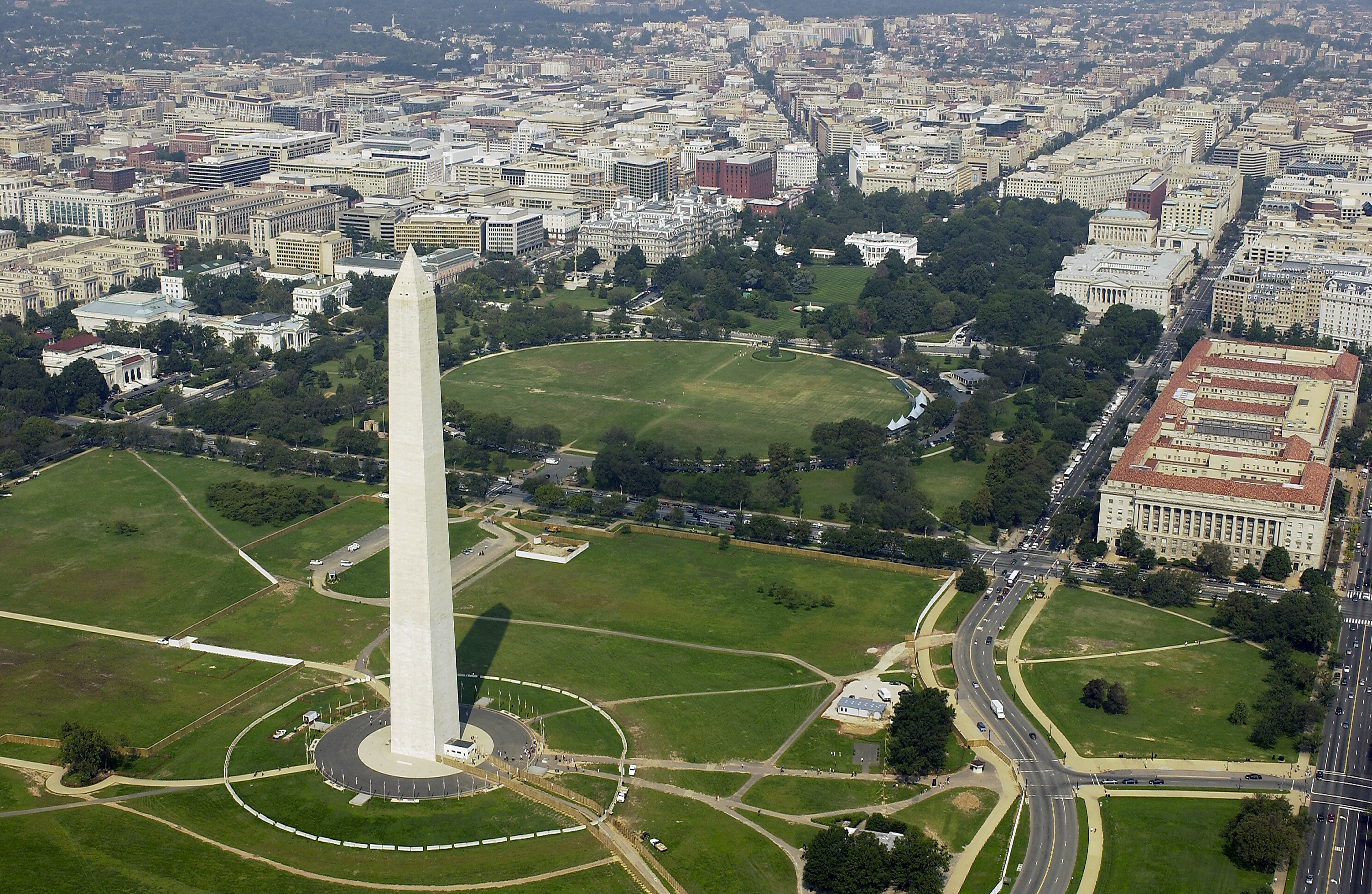
The Ellipse tussen het Washington Monument en het Witte Huis

In 1791 werd het eerste plan voor het park opgesteld door Pierre Charles L'Enfant. The Ellipse stond bekend als "Het Witte Perceel" vanwege het witte houten hek dat het park omsloot.
Tijdens de Amerikaanse Burgeroorlog, werden de gronden van The Ellipse en die rondom het onvoltooide Washington Monument gebruikt als weiland voor paarden, muilezels en vee, en als tentenkamp voor troepen van de Unie.
Het United States Army Corps of Engineers begon in 1867 met zijn werk op The Ellipse. Het park werd aangelegd in 1879, en er werden bomen geplant rond het bestaande gedeelte van de rijbaan. In 1894, werd de rijbaan verlicht met elektrische lampen.
In de jaren 1890 besloot het Congres dat het gebruik van The Ellipse in de toekomst voor bepaalde groepen, vooral voor religieuze bijeenkomsten, en militaire kampen was bedoeld. Tot in de late jaren 1990 waren er honkbalvelden en tennisbanen in het park. Er worden nog steeds sportevenementen en demonstraties gehouden in het park.